# U-20-Fußball-Südamerikameisterschaft 1995
Die XVII.U-20-Fußball-Südamerikameisterschaft 1995 fand vom 10. Januar 1995 bis zum 29. Januar 1995 in Bolivien statt.
Ausgetragen wurden die Begegnungen zur Ermittlung des Turniersiegers in den Städten La Paz, Cochabamba und Santa Cruz. Es nahmen am Turnier die Nationalmannschaften Argentiniens, Boliviens, Brasiliens, Chiles, Ecuadors, Kolumbiens, Paraguays, Perus und Venezuelas teil. Uruguay fehlte bei der Veranstaltung infolge einer aus der 1993 in Australien ausgetragenen Junioren-Weltmeisterschaft herrührenden Sanktion durch die FIFA.
Gespielt wurde in zwei Gruppen und einer anschließend ebenfalls im Gruppenmodus ausgetragenen Finalphase. Aus der Veranstaltung ging Brasilien als Sieger hervor. Die Plätze zwei bis vier belegten die Nationalteams aus Argentinien, Chile und Ecuador. Brasilien, Argentinien und Chile qualifizierten sich dadurch auch für die anschließende Junioren-Fußballweltmeisterschaft 1995 in Katar.
Torschützenkönig des Turniers war der Argentinier Leonardo Biagini mit vier erzielten Treffern.